# Naboudin
Naboudin est une commune du Burkina Faso, située dans le département de Ouargaye de la province de Koulpélogo dans la région du Centre-Est.